# Herman Nyberg
Herman Andreas Nyberg (* 22. Februar 1880 in Göteborg; † 6. Juli 1968 ebenda) war ein schwedischer Segler.

## Erfolge
Herman Nyberg, der Mitglied im Göteborgs Kungliga Segelsällskap war, wurde bei den Olympischen Spielen 1912 in Stockholm in der 10-Meter-Klasse Olympiasieger. Dabei war er Crewmitglied der Kitty, die in beiden Wettfahrten der Regatta den ersten Platz belegte und damit den Wettbewerb vor dem finnischen Boot Nina und dem russischen Boot Gallia II gewann. Zur Crew der Kitty gehörten außerdem Carl Hellström, Paul Isberg, Humbert Lundén, Erik Wallerius, Harry Rosenswärd und Harald Wallin. Skipper des Bootes war Filip Ericsson.